# Liễu Phàm Tứ Huấn
Liễu Phàm Tứ Huấn (了凡四訓) là một tác phẩm được viết bởi Viên Liễu Phàm, sống trong thời nhà Minh, quê ở Gia Thiện, thuộc Chiết Giang, Trung Quốc vào khoảng năm 1550. Ông viết tác phẩm này nhằm giáo dục người con trai, Viên Thiên Khải. Nội dung chính là khẳng định con người chưa đạt đến mức vô niệm, bị âm dương khí số trói buộc, do đó phụ thuộc theo số mệnh, nhưng số mệnh hoàn toàn có thể thay đổi được dựa vào hành vi của con người. Người làm nhiều điều thiện thì số mệnh sẽ đổi tốt lên, ngược lại nếu làm điều gian ác thì số mệnh sẽ đi xuống.
Ban đầu, Viên Liễu Phàm được một tiên sinh họ Khổng đoán số mệnh, nói rằng ông chỉ sống đến năm 53 tuổi, sẽ không có con trai và cả những việc khác nữa. Dần dần, ông thấy các sự việc xảy ra hoàn toàn ứng nghiệm và chính xác tuyệt đối. Sau khi gặp thiền sư Vân Cốc, ông được nghe giảng giải về các cách thay đổi số phận như tích đức, làm thiện và sửa đổi các lỗi lầm. Từ đó, dần dần vận số của ông trở nên tốt hơn, bắt đầu sai khác với các lời tiên đoán trước kia. Khi ông 69 tuổi, ông đã viết tác phẩm này kể lại toàn bộ những điều đó, trong đó có 4 điều khuyên dạy mà ông để lại cho con trai.
Bốn điều đó là:
1. Tự lập số mệnh - Phương pháp lập mệnh, con người có thể tự quyết định được số mệnh của mình;
2. Tu sửa lỗi lầm - Các phương pháp sửa sai;
3. Tích chứa điều lành - Các phương pháp tích thiện, vun đắp công đức;
4. Giữ đức khiêm hạ - Hiệu quả của đức tính khiêm tốn.

Tác phẩm vẫn còn được lưu truyền sau hơn 400 năm, và được coi là một cuốn sách nền tảng khi bước vào con đường học tập, nghiên cứu, tu hành Nho giáo và Phật giáo.

## Nội dung ý chính
3 nền tảng để sửa lỗi:
1. Phải biết hổ thẹn (về những việc sai lầm của mình)
2. Phải biết kính sợ (sợ làm các việc thất đức và kính yêu bề trên, các bậc thánh hiền, giữ gìn Tam bảo)
3. Phát tâm dũng mãnh (để sửa chữa lỗi lầm).

3 hình thức sửa lỗi (từ cấp độ thấp đến cao):
1. Sửa trên sự tướng (trước làm điều gì sai, nay không làm điều đó nữa)
2. Sửa trên lý (suy xét đạo lý xem hành động của mình tại sao lại sai, nguồn gốc là do đâu, từ đó nên làm hay nên tránh)
3. Sửa từ tâm (Giữ tâm thanh tịnh, thì bất kể việc làm hay ý nghĩ xấu ác nào cũng sẽ không khởi)

10 cách để làm thiện:
1. Cùng người khác làm việc thiện
2. Giữ lòng yêu kính đối với người khác
3. Giúp thành tựu những điều tốt đẹp của người khác
4. Khuyên bảo người khác làm việc thiện
5. Cứu người khi nguy cấp
6. Khởi xướng, xây dựng những việc lợi ích lớn lao cho cộng đồng
7. Bỏ tiền của làm việc tạo phước
8. Ủng hộ và bảo vệ, giữ gìn Chánh pháp
9. Kính trọng các bậc tôn túc, trưởng thượng (người cao tuổi, người bề trên)
10. Khuyên người khác phải biết tôn trọng sự sống, thương yêu quý tiếc mạng sống của muôn loài